# Kanita
Kanita (蟹田町; -machi) foi uma vila localizada no distrito de Higashitsugaru, pertencente à província de Aomori, no Japão.
A aldeia de Kanita foi criada em 1 de Abril de 1889. Foi elevada ao estatuto de vila em 5 de Outubro de 1940. Em 5 de Março de 2005 fundiu-se com as aldeias vizinhas de Tairadate e Minmaya para formar a nova vila de Sotogahama, deixando de exisitir enquanto vila independente.
Em 2003 a sua população estimada era de 3 780 habitantes e a sua densidade demográfica de 32,48 pessoas por km². A área total é de 116,39 km².